# Gustav von Heinen
Gustav von Heinen (* 1818 oder 1819 in Breslau; † 7. Oktober 1898 in Pfaffendorf) war ein schlesischer Rittergutsbesitzer und Politiker.

## Leben
Gustav von Heinen studierte Rechtswissenschaft in Halle und Heidelberg. Später war er schlesischer Landesältester, Kreisdeputierter des Kreises Landeshut und Landschaftsdirektor. Ab 1859 war er Kammerherr. Er war Besitzer der schlesischen Güter Pfaffendorf, Nieder Blasdorf und Groß Wandriß.
Von 1855 bis 1858 war Gustav von Heinen  Mitglied des Preußischen Abgeordnetenhauses. Im November 1869 wurde er in einer Ersatzwahl im Wahlkreis Liegnitz 7 (Landeshut, Jauer, Bolkenhain) in den Reichstag des Norddeutschen Bundes gewählt, wodurch er gleichzeitig auch Mitglied des  Zollparlaments wurde. Er gehörte der Konservativen Partei an.